# 失楽園 (尚村透の漫画)
『失楽園』（しつらくえん）は、尚村透による日本の漫画。『月刊ガンガンWING』（スクウェア・エニックス）2009年3月号掲載の読み切りを経て、『月刊ガンガンJOKER』（スクウェア・エニックス）2009年6月号から2011年4月号まで連載された。

## ストーリー
岩聖グループが経営する超エリート校、私立ユートピア学園。歴代総裁兼理事長が男尊女卑主義であるために女子生徒は虐げられている。その学園で行われている対戦型仮想現実ゲームがエグザクラン（後述）である。そこに転校してきた緋本ソラは女の子を守る正義の騎士になることを決意する。

## 登場人物
緋本 ソラ（ひもと ソラ）
私立ユートピア学園高等部に転校してきた、女子だがペナルティ無くエクザクランに参加している。ツキとは親友。
実は学園にやってくる4年ほど前にカリンと出会っているが、激昂したツキがカリンを傷付けたことのショックにより、その際の記憶を失っていた。
全ての記憶を取り戻し、ツキの思いを受け止めつつも「女子も男子もみんなが幸せになれる方法を探す」と彼女に告げる。
蒼井 ツキ（あおい ツキ）
ソラの親友。所有者は生徒会長の「エル」。
ソラに度々助言を与え導いていたが、変装しイクスとしてソラに武器を提供したことを知られ、ソラと引き離され生徒会の監視下に置かれた。実はエグザクランの開発に関わっており、エグザクラン管理者の実質的なトップであるチーフに次ぐ、サブチーフの立場にある。
幼くして両親を亡くし、エグザクランの開発者であった義父との関係が上手く築けなかったことから、義父に虐待されているように装うことで彼を精神的に追い詰め入院に追い込む。一方で自分と価値観を共有してくれたソラに異常な執着心を持ち、エグザクラン開発に関連して家を訪れたカリンが、「誰かを悪者にするのではなく、みんなが幸せになれる方法を考える」ことをソラに教えたことに激怒し、彼の右目をナイフで切り付けた。
その後、カリンに「ソラが虐げられる女子だけを守るナイトとなるか、それとも悪者にされた男子も含めてみんなを守るナイトとなるか」という次期総帥の権利（ソラと2人だけの世界に閉じこもれる権力）を賭けた勝負を挑まれ、ソラに男子を倒して女子を救うようにと訴える。
伊咲 コハル（いざき コハル）
生徒会役員梶原の所有物であったが、梶原がソラに敗れたためソラの所有物となっている。武器はライフル。
ソラが転校してきた日、男子に暴力を振るわれそうになったところをソラに救われた。おっとりした性格で料理が得意。
八木澤 ユキ（やぎざわ ユキ）
前の所有者から捨てられ誰も所有者がいなくなったため、多数の男子生徒から虐げられていた。武器は短剣だが後に日本刀になる。
家は道場で両親は共に警察官であり、本来は文武両道で強い正義感の持ち主であったが、強大な岩聖の力と男尊女卑のルールに屈し、自らの武器が最弱クラスであったこともあって自信を失っていた。
小芦 トモコ（おあし トモコ）
中等部の女子生徒。武器は槍。
異端であるソラの所有物として、暴言などペナルティのない範囲で男子生徒からの虐待を受け、それに耐えられず一時はソラとの誓約を破棄。味方の男子である浅黄谷カリンの所有物となっていたが、御手洗との戦いの際、エルを強く信頼する御手洗や必死に自分を救おうとするソラの姿を見て、ソラの傍にいることを決意する。
伊達 レイコ（だて レイコ）
ソラの先輩に当たる女子生徒。ソラと初めて出会った際は墨田の所有物であった。武器はモーニングスター。
誰も巻き込まず一人で岩聖の男尊女卑に対抗しようと、生徒会役員の将来の伴侶となることで権力を手に入れようとしていたが、その思惑を見抜いた丞上の進言により東岌に譲渡され、追い詰められていたところをソラに救われる。
志々堂 ヒヨ（ししどう ヒヨ）
中等部の女子生徒。ヒヨコの髪飾りがトレードマーク。武器は斧。
学園の環境を変えようと戦っていた姉が、周囲の女子から協力を得られず社会的抹殺（岩聖の収容所行き）に追い込まれたことから、姉を見殺しにした他の女子生徒を憎んでいた。東岌に協力してソラを追い詰めるが、イクスの協力によりソラが見せた「奇跡」と姉に似たソラの言葉に心を救われ、ソラの所有物となる。
イクス
ソラに武器として不思議な光の剣を提供した謎の女の子。その正体はツキの変装した姿。
浅黄谷 カリン（あさぎや カリン）
女の子の味方となってくれる男子。右目を眼帯で覆っている。
その正体は生徒会長・「エル」である。「エル」の姿のときは前髪を上げ、仮面で右目を覆っている。
岩聖グループ総帥の孫であり後継者だが、古くから岩聖グループを支持する男尊女卑者への配慮から、岩聖家が既に男尊女卑の考えを改めていることを公表できない現総帥の苦悩を知っており、ツキとの賭けを通してソラに岩聖のルールを（岩聖の支持者もなるべく傷付けないような形で）変えさせようとしていた。
学園の生徒として振る舞っているのはツキとの賭けのためであり、ソラと初めて出会ったときの描写から既に成人していると思われる。
墨田（すみだ）
生徒会副会長。サングラスをかけた色黒の大男。
常に無表情だが、対戦の際に自分の武器を庇うなど優しい一面を持っている。カリンはアカネとの会話の中で、墨田のサングラスはアカネの伊達眼鏡と同じく、優しそうな顔を隠すことで救いを求める女子に縋り付かれないようにするためのものだと示唆している。
梶原 シンジ（かじわら シンジ）
生徒会役員。ソラに3連敗している。生徒会役員の中では地位が低く、重要な情報は教えられていない。
御手洗（みたらい）
生徒会役員。オネエ口調が特徴で、エルをこよなく愛している。おまけ4コマでは、よくいけない妄想をする。
丞上（しょうじょう）
生徒会役員。エルを尊敬しており、彼の役に立つためなら手段を選ばない。
本来は正義感が強く優しい性格だったが、男尊女卑のルールや一方的に救いを求めてくる女子の身勝手さなどに絶望し自殺を考えたとき、エルに救われたことで彼に心酔し、現在のように歪んだ一面を持つようになった。
東岌 シロウ（とうぎゅう シロウ）
生徒会役員。女子生徒を所有してはおもちゃのように扱い「壊す」ため、生徒会内でも問題児として有名。
実は先輩であるヒヨの姉を慕っており、ヒヨの入学前に学園を変えようと焦る彼女の無謀な行動を止められず、救えなかったことを後悔している。そのため、ヒヨを所有して姉を社会的抹殺に追い込んだ仇は自分だと吹き込むことで、ヒヨの怒りを学園のルールや岩聖グループではなく自分個人に向けさせ、彼女が姉と同じ道を辿らないように守っていた。
朽奈和 ハルカ（くちなわ ハルカ）
生徒会役員の一人。常にエルと共に活動し…いつも後ろで読書をしている。謎の多き人物。
実は川津の実母であり、ツキの義父の元妻（カリンと同じく年齢を偽り生徒として振る舞っている）。元夫と同じく技術者であり、エグザクラン開発に関わっている。
川津 タマオ（かわづ タマオ）
生徒会役員。梶原と同じく生徒会役員の中では下位の人間。一方的に押し付けられた男尊女卑のルールに苦しんでいる。
アカネ
高等部3年の男子生徒で、梶原と御手洗の同級生。
ソラに好意を抱いており、彼女に本心では男尊女卑のルールに否定的であることに気付かれて以来、協力している。伊達眼鏡をかけることで優しそうな顔を隠し、女子に縋り付かれ岩聖に目を付けられることを防いでいた。
安藤 モモカ（あんどう モモカ）
「読切版 失楽園」に登場する女子生徒。転校初日にある男子に所有され、虐げられる。武器はサーベル。

## エグザクラン
学園がある学園島を舞台とする、岩聖グループが開発した対戦型仮想現実ゲーム。
- 女子が男子に武器を提供しその武器を使って対戦、勝者は敗者の武器（女子の所有権）をもらう。
  - 所有権は行使・放棄・譲渡が自由である。
  - エグザクランで使用される武器は仮想現実のものだが、攻撃を受けることで生じる痛みが完全に再現されているため、頭部への攻撃は昏睡に陥ることがあるなど危険性が高い。また、武器が傷付いた場合はそのダメージが武器を提供した女子にも痛みとして伝わる。
- 所有者以外は所有物に手を出すことは禁止であり、そのルールを破った場合手を出した側・出された側・所有物である女子の全てに警告ペナルティが与えられる。
  - 警告ペナルティは2段階の頭痛があり、最終的には社会的抹殺される（最終ペナルティ）。ただし、警告ペナルティがあることを知っている男子は10パーセント程度である。
- 誓約（イーリス）

## 書籍情報
- 単行本 - 全6巻

1. 2009年9月18日初版 ISBN 978-4-7575-2683-9
2. 2010年1月22日初版 ISBN 978-4-7575-2778-2
3. 2010年5月22日初版 ISBN 978-4-7575-2878-9
4. 2010年9月22日初版 ISBN 978-4-7575-3000-3
5. 2011年6月22日初版 ISBN 978-4-7575-3144-4
6. 2011年6月22日初版 ISBN 978-4-7575-3266-3